# Țest
Pour les articles homonymes, voir Test.

Le țest est un four traditionnel roumain fait en argile et qui a la forme d'une cloche. Le țest sert à cuire le pain, le cozonac ou d'autres gâteaux.

## Étymologie
Le mot țest vient du latin testum signifiant « pot de terre ». D'ailleurs le terme latin testum a donné testuatium qui désigne un pain ou un gâteau cuit dans un pot en argile.